# Tancarville
Tancarville é uma comuna francesa na região administrativa da Normandia, no departamento de Sena Marítimo. Estende-se por uma área de 7,41 km². Em 2010 a comuna tinha 1 290 habitantes (densidade: 174,1 hab./km²).